# Рунку (Дамбовица)
Рунку (рум. Runcu) насеље је у Румунији у округу Дамбовица у општини Рунку. Oпштина се налази на надморској висини од 556 m.

## Становништво
Према подацима из 2002. године у насељу је живело 4597 становника, од којих су сви румунске националности.

### Хронологија
| Година       | 1992 | 1993 | 1994 | 1995 | 1996 | 1997 | 1998 | 1999 | 2000 | 2001 | 2002 | 2003 | 2004 | 2005 | 2006 | 2007 | 2008 | 2009 | 2010 | 2011 | 2012 | 2013 | 2014 | 2015 | 2016 | 2017 |
| ------------ | ---- | ---- | ---- | ---- | ---- | ---- | ---- | ---- | ---- | ---- | ---- | ---- | ---- | ---- | ---- | ---- | ---- | ---- | ---- | ---- | ---- | ---- | ---- | ---- | ---- | ---- |
| Становништво | 4621 | 4597 | 4583 | 4583 | 4580 | 4558 | 4552 | 4574 | 4586 | 4594 | 4599 | 4583 | 4575 | 4587 | 4585 | 4582 | 4548 | 4544 | 4573 | 4569 | 4545 | 4536 | 4482 | 4449 | 4404 | 4364 |